# Brill Building
El edificio Brill (Brill Building, construido en 1931 como el Alan E. Lefcourt Building y diseñado por Victor Bark Jr.) es un edificio de oficinas ubicado en 1619 Broadway en la calle 49 de Manhattan en la ciudad de Nueva York, justo al norte de Times Square. Es famoso por alojar oficinas de la industria musical y estudios donde algunos de los temas musicales más populares de América fueron escritos. El edificio ha sido descrito como «el generador más importante de canciones populares en el mundo occidental».
El edificio es de 11 pisos y cuenta con aproximadamente 16,300 m² de superficie alquilable. El nombre de "Brill" proviene de una mercería que operaba una tienda en la calle y posteriormente compró el edificio.

## La"Era de las Grandes Bandas"
Ya antes de la Segunda Guerra Mundial el edificio Brill se había convertido en uno de los principales centros de actividad de la industria de la música popular, especialmente para los escritores y productores de canciones. Decenas de editores de música tenían oficinas en el Brill Building. Durante la huelga de ASCAP en 1941, muchos de los compositores, autores y editores recurrieron a los seudónimos con el fin de que sus canciones fueran reproducidas.
Las canciones del Brill Building estaban constantemente en la cima del Hit Parade y eran interpretadas por las bandas más importantes del día:
- La Orquesta de Benny Goodman.
- La Orquesta de Glenn Miller.
- La Orquesta de Jimmy Dorsey.
- La Orquesta de Tommy Dorsey.

Algunos de los editores eran:
- Leo Feist Inc.
- Lewis Music Publishing.
- Mills Music Publishing.

Algunos de los compositores eran:
- Gerry Goffin
- Carole King
- Laura Nyro
- Buddy Feyne
- Johnny Mercer
- Rose Marie McCoy
- Irving Mills
- Billy Rose
- Peter Tinturin